# Даренська Лариса Михайлівна
Лариса Михайлівна Даренська (11 червня 1946, Садон, Північна Осетія) — українська письменниця, камерна співачка, педагог.[сторінка?]

## Біографія
Народилася 11 червня 1946 року в місті Садон у Північній Осетії, через 3 місяці батько перевіз родину до Львова, де він як військовий отримав квартиру.
Батьки майбутньої письменниці познайомилися під час Другої світової війни в санітарному поїзді. Михайло, батько, був начальником цього поїзда, а мати працювала там діловодом. Після закінчення війни майбутні батьки Лариси Даренської одружилися.
Коли Ларисі виповнилося 7 років, її батьки розлучилися. Певний час вона залишалася на вихованні в бабусі. Потім мама вдруге вийшла заміж і перевезла сім'ю до Німеччини, де та брала участь у змаганнях у складі команди групи радянських військ. Мати Лариси Михайлівни має звання Майстра спорту й чемпіонки Європи з кульової стрільби.
Лариса Михайлівна навчалася у вюнсдорфській школі протягом трьох років (у 6,7 та 8 класах). Згодом переїхала до міста Орджонікідзе (нині Владикавказ) під опіку бабусиної сестри, де й закінчила середню школу.
Пізніше Даренська разом із матір'ю повертаються до Львова.
Л. М. Даренська здобула дві вищі освіти: закінчила філологічний факультет університету та консерваторію за класом вокалу. 
Нині вона працює у Львівській школі мистецтв № 10 викладачем вокалу, є лауреатом міжнародних і республіканських конкурсів.

## Літературна творчість
У 2008 році в київському видавництві «Грані-Т» вийшла книга казок «Бабусин букет, або квіткові казки для Ганнусі».
«Узятися за написання дитячих казок спонукало те, що інколи в житті хочеться мати дивовижну пригодницьку історію, якої не було в дійсності, — стверджує письменнця. — Казки присвячені моїй онучці, яка зараз навчається в одинадцятому класі, а коли я їх писала, вона ще й до школи не ходила. От і виходить, що якби не взяла участь у конкурсі, рукописи досі лежали б у шухляді. Тепер пишу роман — мені давно хотілося. Але тільки зараз, після успішного першого досвіду, наважилася».
Наразі Ганнуся, для якої писали казки, уже закінчила вищий навчальний заклад.